# Línea 24 (Buenos Aires)
La línea 24 es una línea de colectivos del Área Metropolitana de Buenos Aires. Une el barrio porteño de Villa del Parque con Wilde, ubicado en el Partido de Avellaneda.
La línea es operada por Empresarios del Transporte Automotor de Pasajeros S.A., más conocida como ETAPSA, que  pertenece al Grupo DOTA y a Nuevos Rumbos S.A. Sus colectivos tienen piso bajo, aptos para personas con movilidad reducida.

## Ramales
La línea 24 posee 2 ramales que unen Villa del Parque con Wilde por diferentes recorridos y 1 ramal fraccionario que la terminal es Barracas (Ramal 3) en los días hábiles, para reforzar el servicio en su mayor demanda. 

### Villa del Parque - Wilde (Por Cementerio de Avellaneda)
Une CABA con Wilde por medio de las siguientes calles.
- Cuenca
- Lascano
- Andrés Lamas
- Punta Arenas
- Avenida San Martín
- Doctor Nicolás Repetto
- Coronel Apolinario Figueroa
- Avenida Raúl Scalabrini Ortiz
- Avenida Corrientes
- Avenida Presidente Roque Sáenz Peña
- Bolívar
- Avenida Presidente Julio Argentino Roca
- Avenida Belgrano
- Avenida Paseo Colón
- Avenida Juan de Garay
- Bolívar
- Avenida Martín García
- Avenida Regimiento de Patricios
- Avenida General Iriarte
- Herrera
- Autopista 9 de Julio Sur
- Maipú
- Avenida Belgrano (Avellaneda)
- Avenida General Güemes
- Avenida Belgrano (Avellaneda)
- San Lorenzo
- Avenida Crisólogo Larralde
- Matanza
- Coronel Casacuberta
- Paysandú
- Malvinas Argentinas
- Salcedo
- Manuel Raposo
- San Carlos

### Villa del Parque - Wilde (Por Lynch)
Une CABA con Wilde por medio de las siguientes calles.
- Cuenca
- Lascano
- Andrés Lamas
- Punta Arenas
- Avenida San Martín
- Doctor Nicolás Repetto
- Coronel Apolinario Figueroa
- Avenida Raúl Scalabrini Ortiz
- Avenida Corrientes
- Avenida Presidente Roque Sáenz Peña
- Bolívar
- Avenida Presidente Julio Argentino Roca
- Avenida Belgrano
- Avenida Paseo Colón
- Avenida Juan de Garay
- Bolívar
- Avenida Martín García
- Avenida Regimiento de Patricios
- Avenida General Iriarte
- Herrera
- Autopista 9 de Julio Sur
- Maipú
- Avenida Belgrano (Avellaneda)
- Avenida General Güemes
- Avenida Belgrano (Avellaneda)
- Domingo Martinto
- Almirante Solier
- Coronel Lynch
- General Arrendondo
- Yapeyú
- Manuel Raposo
- San Carlos

### Villa del Parque - Barracas (Fraccionado)
Une Villa del Parque con Barracas por medio de las siguientes calles.
- Cuenca
- Lascano
- Andrés Lamas
- Punta Arenas
- Avenida San Martín
- Doctor Nicolás Repetto
- Coronel Apolinario Figueroa
- Avenida Raúl Scalabrini Ortiz
- Avenida Corrientes
- Avenida Presidente Roque Sáenz Peña
- Bolívar
- Avenida Presidente Julio Argentino Roca
- Avenida Belgrano
- Avenida Paseo Colón
- Avenida Juan de Garay
- Bolívar
- Avenida Martín García
- Avenida Regimiento de Patricios
- Espinoza